# Коршунов, Иван Александрович
Иван Александрович Коршунов (6 ноября 1928, Федино, Бельский уезд, РСФСР, СССР — 22 февраля 2022) — советский белорусский борец классического стиля, чемпион и призёр чемпионатов СССР, мастер спорта СССР (1954). Заслуженный тренер БССР (1964) и СССР (1984), заслуженный деятель физической культуры Белорусской ССР (1988).

## Биография
Увлёкся борьбой в 1949 году. Участвовал в десяти чемпионатах СССР. Победитель международных турниров. Судья всесоюзной категории (1972). Главный тренер сборной БССР (1981—1992), тренер сборной СССР (1982—1992).
С его именем связан один из самых громких успехов белорусских борцов. В 1985 году на чемпионате Европы из десяти спортсменов представлявших сборную СССР пятеро представляли так же и сборную БССР, все пятеро завоевали звания чемпионов Европы: Анатолий Федоренко, Игорь Каныгин, Михаил Прокудин, Камандар Маджидов, Оганес Арутюнян.
Умер 22 февраля 2022 года. Похоронен в колумбарии Восточного кладбища Минска.

## Спортивные результаты
- Чемпионат СССР по классической борьбе 1955 года — ;
- Чемпионат СССР по классической борьбе 1958 года — ;
- Классическая борьба на летней Спартакиаде народов СССР 1959 года — ;
- Чемпионат СССР по классической борьбе 1960 года — ;

## Известные ученики
- Виталий Житенёв[5]
- Анатолий Зеленко[1];
- Юрий Чиж[6].